# Émile Maitrot

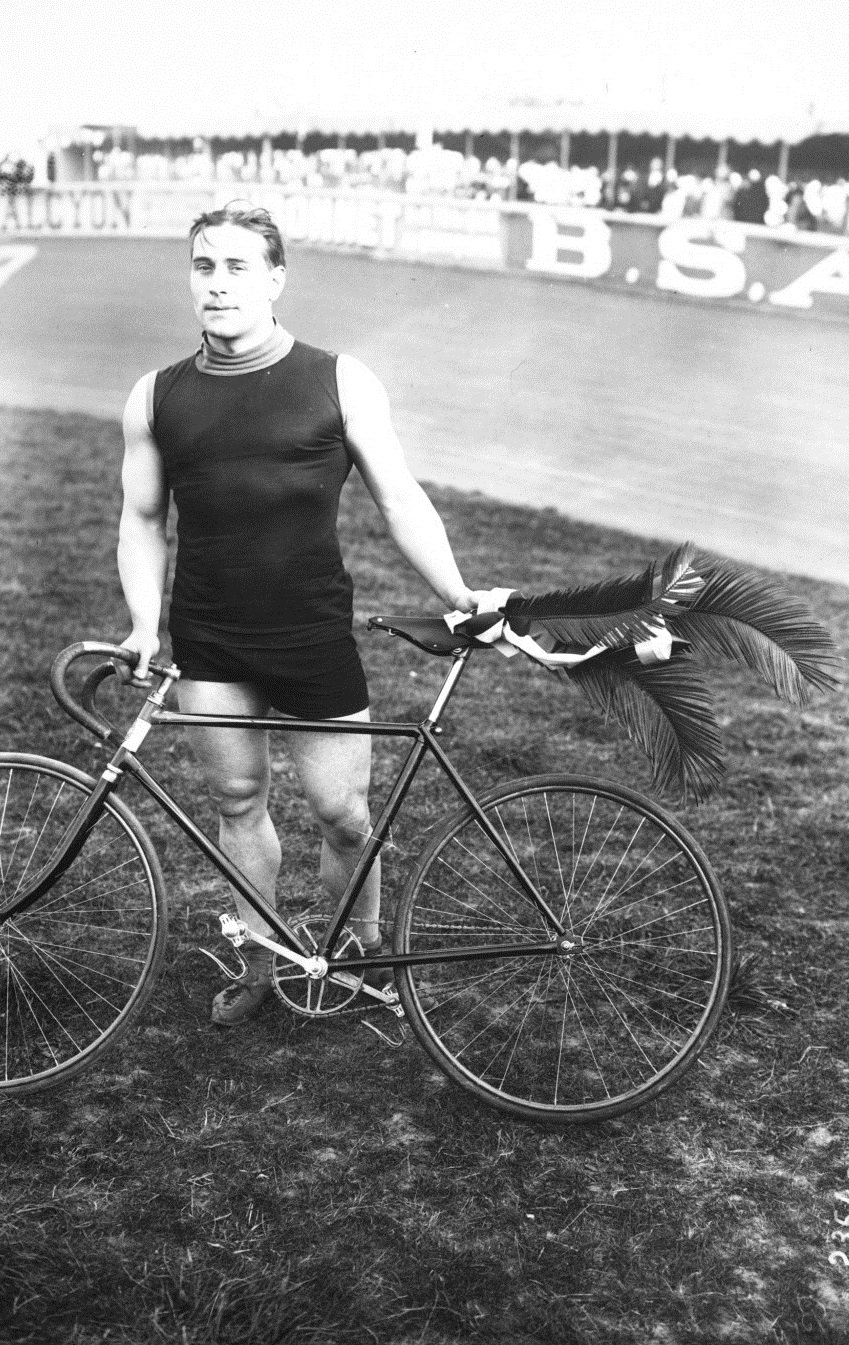
Émile Maitrot auf der Buffalo-Radrennbahn (1912)

Émile Arsène Clément Pierre Maitrot (* 2. Juli 1882 in Meurville; † 14. September 1916 in Lihons) war ein französischer Bahnradsportler und Weltmeister.
1901 wurde Émile Maitrot in Berlin Weltmeister im Sprint der Amateure. 1891 belegte ein Radsportler gleichen Namens aus Chaumes den 17. Platz bei Paris-Brest-Paris; es ist unklar, ob es sich dabei um denselben Fahrer handelt.
Maitrot fiel als Soldat im Ersten Weltkrieg während der Schlacht an der Somme.